# Дарлинг, Джей Норвуд
Дже́й Но́рвуд Да́рлинг (англ. Jay Norwood “Ding” Darling, 21 октября 1876 года — 12 февраля 1962 года) — карикатурист, двукратный лауреат Пулитцеровской премии, активист за сохранение популяций водоплавающих птиц и их мест обитания.

## Биография
Джей Дарлинг родился в мичиганском городе Норвуд, хотя бо́льшую часть юности провёл в Айове, Небраске и Южной Дакоте. Его отец являлся ветераном Гражданской войны и миссионером конгрегационализма, поэтому семья часто переезжала. Свою первую работу Джей Дарлинг получил на ферме в качестве пастуха овец. Предположительно, на увлечение юноши рисованием повлияло знакомство семьи с бизнесменом Ламаркусом Томпсоном. Джей Дарлинг попытался сымитировать одну из открыток, которую популяризатор американских горок отправил ему во время работы в Лондоне.
В 1894 году Джей Дарлинг был исключён из Городского колледжа Янктона в Южной Дакоте после того, как с товарищами угнал повозку президента учебного заведения. На следующий год Дарлинг был зачислен в Колледж Белойта в Висконсине. Хотя он поступил на одну из научных специальностей, юноша участвовал в выпуске ежегодника учебного заведения в качестве художественного редактора. За свои «непочтительные» рисунки Дарлинг снова был исключён, но смог закончить последний курс в 1900 году. Чтобы собрать деньги на медицинскую школу, он устроился на работу в Sioux City Journal, к 1906-му присоединился Des Moines Register. Его карикатуры оказались успешными, и уже к 1917 году под псевдонимом «Ding» он печатался по всей стране в New York Herald Tribune. Позднее в разные годы его работы появлялись в 130 разных журналах. Работы Дарлинга были сосредоточены вокруг природоохранной темы и мер по сохранению популяций диких животных.
Основными темами работ иллюстратора являлись проблемы охраны окружающей среды, включая вопросы эксплуатации дикой природы и уничтожения мест обитания водоплавающих птиц. Первая подобная карикатура Дарлинга была опубликована во время президентского срока Теодора Рузвельта и поддерживала его кампанию по созданию лесной службы. Инициатива была реализована в 1920-х годах. К тому моменту Рузвельт и Дарлинг стали близкими друзьями, и в 1934 году президент предложил карикатуристу работу в специальном Комитете по восстановлению дикой природы. В подтверждение заслуг Дарлинга через год его назначили главой Биологической службы США, которая позднее была трансформирована в Службу охраны рыбных ресурсов и дикой природы.
За восемнадцать месяцев его руководства органом к статусу заповедных отнесли три миллиона акров государственных территорий. Дарлинг также наладил партнёрские отношения с государственными университетами для обучения учёных новым методам изучения и сохранения дикой природы. Он учредил Комиссию по сохранению популяций перелётных птиц и был ответственным за распределение 17 миллионов долларов, выделенных на восстановление среды обитания диких животных. В этот период Дарлинг получил прозвище «лучший друг, который когда-либо был у утки», так как одной из его заслуг стало внедрение «Федеральной утиной марки». Налоговая мера, являвшаяся специализированной государственной лицензией, была направлена на сокращение отстрела водоплавающих птиц в сезон охоты и восстановление их популяции. Первый дизайн для марок разработал сам Дарлинг. Он также подготовил логотип системы национальных заказников в местах обитания водоплавающих птиц.
Дарлинг неоднократно просил Конгресс профинансировать работу по охране окружающей среды по всей стране, но не получил поддержки. В 1936 году он убедил президента Рузвельта созвать первую Североамериканскую конференцию по дикой природе. Более двух тысяч защитников окружающей среды посетили мероприятие, прошедшее в отеле Mayflower. На конференции было принято решение создать Всеобщую федерацию дикой природы (предшественник Национальной федерации дикой природы). Природоохранная организация действовала благодаря частному финансированию и была призвана объединить неравнодушных граждан по всей стране. Дарлинг стал её первым президентом.
Кроме того, в 1937 году Дарлинг принял участие в подписании Закона о федеральной помощи в восстановлении дикой природы («Закон Питтмана-Робертсона»). Его нормы обязывают производителей огнестрельного оружия и боеприпасов перечислять десять процентов от валовых доходов в федеральные природоохранные программы на сохранение среды обитания животных. Дарлинг принял участие в восстановлении почти уничтоженных ареалов вилорога (они же — антилопы Шелдона) в Неваде и способствовал ежегодному проведению Национальной недели дикой природы. Дарлинг ушёл с поста президента Национальной федерации дикой природы в 1961 году и через год скончался.

## Личная жизнь и признание
В 1906 году Дарлинг женился на Женевьев Пендлетон, в браке с которой родилось двое детей.
Дарлинг дважды был удостоен Пулитцеровской премии за карикатуры «В старом добром США» (англ. In Good Old USA) 1923 года и «Какое место для кампании по утилизации макулатуры!» (англ. What a Place For a Waste Paper Salvage Campaign) 1942 года. В 1934-м ведущие редакторы страны признали его лучшим художником-карикатуристом. Одновременно он вошёл в состав член-корреспондентов некоммерческой организации «Клуб Буна и Крокетта», выступавшей за честную охоту. В 1960 году Дарлинг был награждён медалью Одюбоновского общества, которую вручают за выдающиеся достижения в области сохранения и защиты окружающей среды.
За время карьеры Дарлинга отметили медалью Флоренс Хатчинсон за выдающиеся заслуги в сохранении природного достояния, а также причислили к залу славы Американской лиги Исаака Уолтона. Вскоре после смерти карикатуриста, в 1962 году, в его честь был назван и создан фонд по охране дикой природы, в 1965-м — национальный заповедник «Динь» на острове Санибел во Флориде. Также его имя носит озеро в Заповеднике Верхний Сурис в Северной Дакоте и один из кампусов Национального учебного центра по охране окружающей среды. В 1965 году Дарлинга включили в зал славы Национальной федерации дикой природы, в 1981 году Колледж Белойта учредил в честь карикатуриста награду за заслуги в сфере сохранения окружающей среды. К 2015 году студия Marvo Entertainment Group спродюсировала документальный фильм «Дарлинг Америки: История Джея Н. Дарлинга», регулярно проходят выставки работ карикатуриста.